# La Oma
La Oma es una canción argentina de 1977 del género folklore; escrita por Daniel Altamirano, compuesta por Pedro Favini, interpretada originalmente por Los 4 de Córdoba y publicada en su álbum Canto al inmigrante.

## Inspiración
Altamirano se inspiró en Marta Hoffner, una vecina de San Bernardo, localidad de la Provincia del Chaco y de origen alemán, que vivía como la canción la describe y a la que conoció en 1975. Hoffner tenía 70 años cuando la canción fue publicada y falleció en noviembre de 1994.

## Historia
En 1975 Daniel Altamirano se encontraba en Chaco visitando a un amigo médico rural, quien lo llevó con "La Oma" para comer chivo asado. Altamirano se sorprendió con la belleza de la mujer anciana, su soledad y arduo trabajo.
Altamirano escribió la letra como un poema, ese año se la mostró a Pedro Favini y éste la compuso con ritmo de chamamé. Finalmente, Los 4 de Córdoba descubrieron la canción y la versionaron. Conocieron a "La Oma", la llevaron engañada al Festival de Villa Ángela y en su presencia presentaron la canción al público. Al finalizar la hicieron subir al escenario y la mujer fue aclamada.

La Oma es feliz con poco

digamos mejor con nada

la Oma era rubia y se ve

que era una linda alemana.

## Legado
La canción fue publicada al año siguiente en un álbum de Los 4 de Córdoba y luego en otro del propio Altamirano. Alcanzó la alta popularidad en todo el país, se convirtió en una de las mayores obras maestras del género, fue y es cantada por la mayoría de los artistas argentinos como: Los Nocheros, Soledad, Los Tucu Tucu y Facundo Toro.